# SV Bad Aussee
Der SV Bad Aussee war ein österreichischer Fußballverein aus Bad Aussee im steirischen Teil des Salzkammerguts. Präsident des Vereins war bis 2010 der deutsche Präsident der Bundesvereinigung der Deutschen Arbeitgeberverbände (BDA) und Aufsichtsratsvorsitzender des VfB Stuttgart Dieter Hundt.

## Geschichte
Der SV Bad Aussee wurde 1932 mit den Vereinsfarben Blau-Weiß gegründet. Im Jahr 2000 stieg der Klub in die viertklassige Landesliga auf. Durch die Kontakte des Präsidenten Dieter Hundt mit dem Landesrat Gerhard Hirschmann erhielt der SV Bad Ausse vom Land Zuschüsse in Millionenhöhe, die 2003 den Bau des Panoramastadions ermöglichten. 2005 gelang der Gewinn des Landesmeistertitels und der Aufstieg in die Regionalliga Mitte. Dank der Sponsoren und Förderer Harreither, Richard Trenkwalder und Präsidenten Dieter Hundt sowie dem ehemaligen Nationalspieler Heinz Thonhofer als Trainer sicherten sich die Blau-Weißen bereits in der zweiten Regionalliga-Saison 2006/07 den ersten Platz vor dem FC Wels und den damit verbundenen Startplatz in der Ersten Liga für die Folgesaison.
In dieser musste der SV Bad Aussee zu Beginn der Hinrunde noch im Leobener Stadion Donawitz spielen, da das eigene Panoramastadion erst ab September 2007 bundesligatauglich war. Am Ende der Saison musste der Klub als Tabellenletzter und ohne Sieg im eigenen Stadion wieder zurück in die Regionalliga Mitte.
Die Saison 2008/09 beendete Bad Aussee nur auf Platz 13 und hätte somit in die steirische Landesliga absteigen müssen. Zudem wurde per 25. Juni 2009 über den SV Bad Aussee am Landesgericht Leoben der Konkurs eröffnet.
Zum Masseverwalter wurde Norbert Scherbaum ernannt, der schon die Insolvenzverfahren gegen SK Sturm Graz und den Grazer AK abwickelte. Die Fortführung des Vereins konnte gesichert werden und durch den Rückzug des 1. FC Vöcklabruck knapp vor Saisonstart blieb Bad Aussee auch in der Regionalliga Mitte.
Das Konkursverfahren konnte Anfang 2010 durch einen Zwangsausgleich beendet werden, aber sportlich war Bad Aussee in der Regionalliga chancenlos. Mit nur fünf Punkten aus 30 Spielen und einem Torverhältnis von 14:119 wurde der Verein abgeschlagen Letzter und muss daher in die steirische Landesliga absteigen.
Am 12. Juli 2010 wurde nach eingehenden Beratungen des Vereinsvorstands ohne Gegenstimme beschlossen, den Spielbetrieb der Kampfmannschaft einzustellen. Der Spielerkader für die Teilnahme an der Landesliga Steiermark wurde als zu klein und die Budgetlage aufgrund des vorangegangenen Zwangsausgleichs als zu unsicher erachtet. Der Fortbestand des Vereins soll zunächst im Jugendspielbetrieb erfolgen.
Nach vielen Gesprächen zwischen Vorstand und Mitgliedern wurde im Dezember 2010 die Idee geboren, eine Zusammenarbeit mit dem Nachbarverein FC Altaussee zu suchen. In parallelen Mitgliederhauptversammlungen beider Vereine wurde dann am 15. Mai 2011 einstimmig aus den Mitgliedern der beiden Vereine heraus der FC Ausseerland gegründet und der SV Bad Aussee aufgelöst. Ziel des neuen Vereines ist es, die Kräfte im Ausseerland zu bündeln und vor allem die Jugendarbeit zu forcieren. Die Kampfmannschaft des FC Ausseerland nimmt den Platz des FC Altaussee in der Gebietsliga Enns ein. Das neue Präsidium des FC Ausseerland besteht aus dem Industriellen Johann Christof und dem ehemaligen steirischen Landesrat Günter Dörflinger.

## Ehemalige bekannte Spieler
| - Ervin Bevab - Marijan Blazevic - Dragan Bodul - Adam Cichon - Mitko Dimitrov - Rudolf Durkovic - Amer Durmic | - Martin Ehrenreich - Christian Falk - Harald Feichter - Daniel Hofer - Thomas Höller - Alexander Hörtnagl - Manuel Kerhe | - Daniel Kogler - Ján Kožiak - Harald Letnik - Christian Neuper - Martin Neuper - Rodrigo Frank Pereira - Rene Poms - Stefan Rabl | - Milan Rasinger - Daniel Reiter - Philipp Seebacher - Thomas Stadler - Stephan Stückler - Pavol Vavrík - Hidetoshi Wakui |